# Vescovato (Itália)
Vescovato é uma comuna italiana da região da Lombardia, província de Cremona, com cerca de 3.652 habitantes. Estende-se por uma área de 17 km², tendo uma densidade populacional de 215 hab/km². Faz fronteira com Cicognolo, Gadesco-Pieve Delmona, Grontardo, Malagnino, Pescarolo ed Uniti, Pieve San Giacomo, Sospiro.

## Demografia
| Variação demográfica do município entre 1861 e 2011                               |
|                                                                                   |
| Fonte: Istituto Nazionale di Statistica (ISTAT) - Elaboração gráfica da Wikipedia |